# Astygites
Astygites (altgriechisch Ἀστυγίτης Astygítēs) ist eine Gestalt aus der Griechischen Mythologie, und dort überliefert als der Sohn des Argaios, eines hochangesehenen Einwohners von Melitaia, und Bruder der Aspalis. 
Als seine Schwester einst von der Absicht Kenntnis erhielt, der zu dieser Zeit in Melite an der Macht befindliche rücksichtslose Gewaltherrscher habe vor, sie zu entführen und noch vor ihrer Hochzeit zu vergewaltigen, wie er es schon mit vielen anderen schönen Jungfrauen getan hatte, erhängte sie sich, um diesem Schicksal zu entgehen.
Noch bevor ihr  Suizid bekannt wurde, schwor Astygites, er werde sich an dem Herrscher rächen, noch ehe er den Leichnam seiner Schwester abgenommen habe. Sodann zog er sich Aspalis’ Kleid an und versteckte unter diesem sein Schwert an linker Seite. Nicht zuletzt aufgrund seines noch kindlichen Antlitzes war es ihm nunmehr möglich, problemlos und unerkannt bis in die Gemächer des Herrschers vorzudringen, wo er diesen erschlug. Als die Meliter von der Befreiung ihrer Stadt von dem Tyrannen erfuhren, bekränzten sie Astygites, und gaben ihm unter Jubelgesängen das Geleit.